# Feldmüllersiedlung

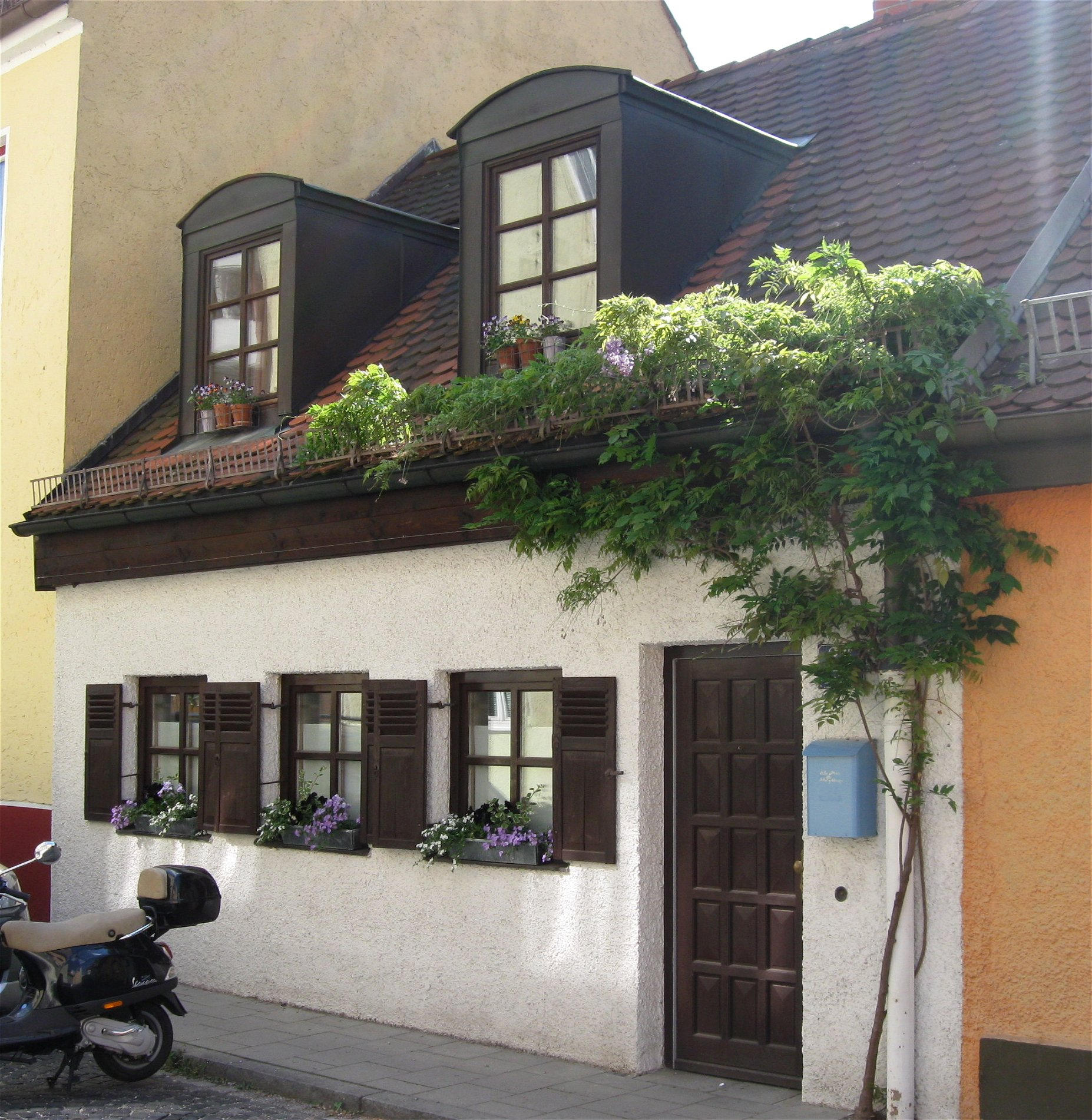
Feldmüllersiedlung, Untere Grasstr. 26

Die Feldmüllersiedlung ist ein Wohngebiet im Münchner Stadtteil Obergiesing. Sie ist als denkmalgeschütztes Ensemble in die Bayerische Denkmalliste eingetragen.

## Lage
Die Feldmüllersiedlung befindet sich zwischen der Tegernseer Landstraße, der Gietlstraße (früher: Gottesackerweg), dem Pfarrhof an der Ichostraße (früher: Pfarrhofgasse) und der neugotischen Heilig-Kreuz-Kirche.
Die Parzellen für die Feldmüllersiedlung wurden geordnet an einem Straßenraster ausgerichtet, das noch heute aus der Gietlstraße, Ichostraße, Aignerstraße, Unterer Grasstraße, Oberer Grasstraße und Kiesstraße besteht. Dieses Wohngebiet entstand damit jenseits des Obergiesinger Ortskerns.

## Geschichte

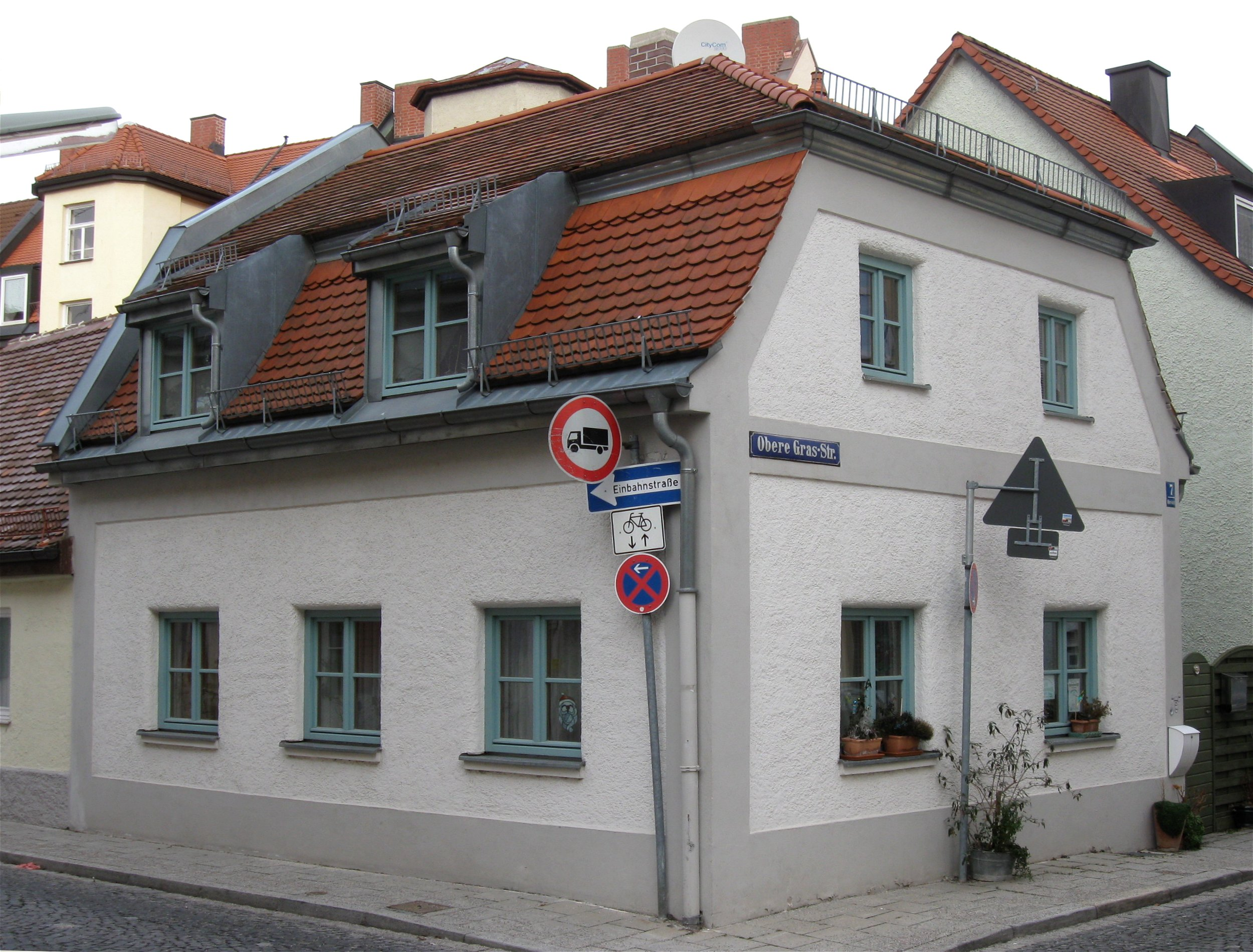
Feldmüllersiedlung, Obere Graßstr. 7

Die Feldmüllersiedlung besteht aus Kleinhäusern, die zwischen 1830 und 1860 erbaut wurden.
Namensgeber für dieses Quartier ist Therese Feldmüller, die von 1840 bis 1846 in Giesing lebte. Ihr gehörte der Grund, den sie Stück für Stück an Handwerker, zuziehende Tagelöhner und Kleingewerbetreibende verkaufte. Diese errichteten auf den Parzellen schlichte, einstöckige Häuser dicht nebeneinander – teils mit Gewerbe im Hinterhof, teils mit kleinen Gärten.
Die Feldmüllersiedlung bildete damit einen deutlichen Kontrast zu den bäuerlichen Gebäuden des alten Ortskerns in der unmittelbaren Nähe. Da solche Arbeiterquartiere oft erst nach dem Ersten Weltkrieg entstanden, ist die Feldmüllersiedlung laut Bayerischem Landesamt für Denkmalpflege deutschlandweit eine Besonderheit.
Vom Bauboom der gründerzeitlichen Stadterweiterung ab ca. 1880 profitierten die Bewohner der Feldmüllersiedlung, so dass einige Häuser aufgestockt wurden (Kiesstraße 5 und 6, Obere Grasstraße 5, 6 und 8).

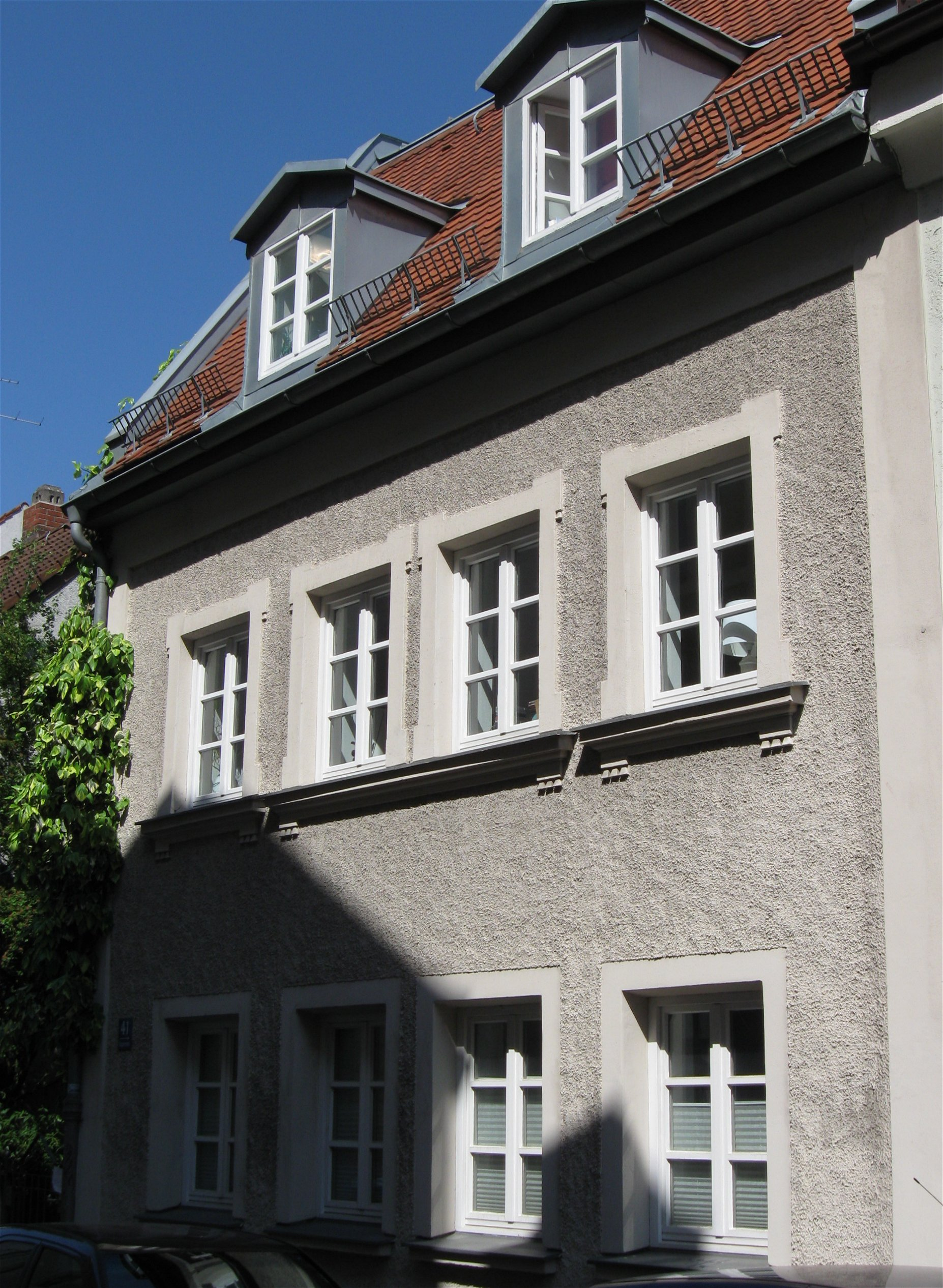
Feldmüllersiedlung, Aignerstr. 41

Die Gartenwirtschaft „Kriegerheim“ (Ecke Gietlstraße/Untere Grasstraße) diente zunächst den Obergiesinger Kommunisten als Versammlungsort. Später wurde das „Kriegerheim“ das Versammlungslokal der Giesinger NSDAP-Ortsgruppe.
Die MGS (Münchner Gesellschaft für Stadterneuerung) wurde 1983 vom Münchner Stadtrat mit der Sanierung der denkmalgeschützten Feldmüllersiedlung beauftragt. 1984 wurde das Quartier zum Sanierungsgebiet erklärt.
Die MGS konnte mit dem „Herbergenprogramm“, das von der Stadt mit 2,5 Millionen Euro gefördert wurde, die Sanierung des Viertels realisieren.
Im Jahr 2017 erzeugte der illegale Abriss des Uhrmacherhäusls in der Oberen Grasstraße 1 eine große mediale Resonanz.